# Mballa
Mballa est une localité du Cameroun située dans le département du Donga-Mantung et la Région du Nord-Ouest, à proximité de la frontière avec le Nigeria. Elle fait partie de la commune de Nwa.

## Population
Lors du recensement de 2005, 848 habitants y ont été dénombrés.
C'est l'une des 16 localités où l'on parle le mfumte, une langue des Grassfields.